# Niepołomice (stacja kolejowa)
Niepołomice – zlikwidowana stacja kolejowa w Niepołomicach, w województwie małopolskim, w powiecie wielickim.